# Городская девчонка
«Городская девчонка» (англ. City Girl) — голливудский кинофильм немецкого режиссёра Фридриха Вильгельма Мурнау, вышедший на экраны в 1930 году. Экранизация пьесы Эллиота Лестера. Хотя фильм был изначально снят как немой, по настоянию студии (и несмотря на возражения режиссёра) в него были добавлены звуковые элементы. Тем не менее, лента всё равно воспринималась публикой как технически устаревшая и потому провалилась в прокате.

## Сюжет
Молодой фермер Лем по просьбе отца приезжает в Чикаго, чтобы продать урожай пшеницы. В кафе он знакомится с официанткой Кейт, которая устала от суетливой жизни в душном городе и мечтает о свободе. Молодые люди проникаются симпатией друг к другу, и когда приходит время возвращаться, Лем предлагает Кейт пожениться и вместе отправиться на ферму. Та соглашается. Однако на ферме всё идёт не так, как ожидалось: хотя мать и младшая сестра встречают Кейт радушно, суровый отец настроен категорически против неё, считая, что городская разбалованная девчонка задумала какую-то интригу. Ситуация усугубляется нежеланием Лема открыто идти против отца. Накалённая атмосфера в семье разрешается в пору жатвы, когда в доме появляется группа молодых жнецов. Один из них, Мак, начинает откровенно ухлёстывать за Кейт, что воспринимается отцом как подтверждение его подозрений и приводит к столкновению с Лемом. Девушка, не желая больше быть причиной раздора, уходит из дома, но муж её вскоре находит и уговаривает вернуться. Отец же, в пылу противостояния чуть не застреливший сына, осознаёт ошибочность своего поведения и просит у Кейт прощения. Они решают начать всё сначала.

## В ролях
- Чарльз Фаррелл — Лем Тастин
- Мэри Дункан — Кейт
- Дэвид Торренс — мистер Тастин
- Эдит Йорк — миссис Тастин
- Гвинн Уильямс — жнец
- Энн Ширли — Мари Тастин
- Том Макгуайр — Мейти
- Ричард Александер — Мак
- Патрик Руни — Бутч
- Эд Брейди — жнец
- Роско Эйтс — жнец